# DJ HILOCO a.k.a. neroDoll
HILOCO aka neroDoll（ヒロコ ネロドール）は日本の女性DJ、音楽プロデューサーである。滋賀県東近江市出身、大阪府大阪市在住。
2006年より活動を開始。以降アンダーグラウンドシーンからハイブランド・企業パーティーまで“HILOCO”と“neroDoll”の二名義を使い分け、日本はもとよりギリシャ、オーストラリア、中国、台湾、韓国、香港、マカオ、マレーシア、シンガポール、モンゴル、ラオスといった海外イベントにも頻繁にゲスト出演するなど国内外で活動中。  LOUD 主催の人気DJランキングでは2010年度11位、2011年度7位、2012年度8位 と三年連続で歴代女性最高位をマークし以降もTOP10入りを続け、2018年にはEDMDroidより“Asia Hottest Female DJ”に選出されている。
楽曲制作では倖田來未、東方神起、浦浜アリサ、a-nationなどに楽曲を提供し、1stトラック”01″はKing Street Sounds（USA）の"Miami2012"に収録され、2014年“Come On”は世界的リミックスコンテストLANDR REMIXの課題曲に起用され審査員を務めた。またモデルとしての顔も持ち、VOGUEフォトユニットFormento+formentoの被写体、国際ガジェット雑誌Stuff Magazineの表紙、ロレアル・プロフェッショナルのアンバサダーなどを務め、雑誌VOGUE（イタリア版）には”Geisha DJ”として掲載された。その他にも歌手鈴木亜美のバックDJ、音楽番組でのTV出演など幅広く活動し、ミッション:インポッシブルやレッドクリフで知られるジョン・ウー監督の最新映画”MANHUNT”にはDJ役で出演中。
音の嗜好性を追求した”HILOCO”名義では、2007年より大阪のTech House Party KRAUSSの主催・レジデントを務めヨーロッパのミニマルシーンより多くの初来日アーティストを招致し、関西随一のFemal Techno Party FAMFATALのメインDJ、国内最大規模の野外フェス渚音楽祭 への毎年出演、レギュラーパーティーDiscotheque（Seven Lounge）、FABBY（ZAKURO）、ATLANTIS（GIRAFFE JAPAN）など精力的に活動する。ディープなミニマルサウンドをベースにTechno・ Tech House・Deep House・NuDISCO・Breaksなど様々な要素をグルービーに織り交ぜた独創的なスタイルは共演アーティストからも高く評価され、テクノの帝王Richie Hawtinからも直接ENTER.Sake Ibizaのオファーを受けている。
2008年よりアジア最大のハウスパーティー HOUSE NATION（avex）への参加を機に、エンターテイメント性を重視したALL MIX名義”neroDoll”としての活動をスタート。翌年には看板DJに抜擢され、東京Womb・ageHa・Camelot、大阪Onzieme、京都World、福岡、札幌、名古屋など各都市にレギュラーを持ち、国内外ツアーのピークタイムを担当。以来年間100本近いギグをこなし、そのツアー総動員数は50万人を突破した。EDM・Trap・Top40・Hard danceによる大型クラブやフェスでのパワフルなパフォーマンスから、新旧タイムレスなHouse・Disco・Jazzによるモダンで華やかなラウンジセットまで柔軟に対応し、コンセプトに沿った衣装やパフォーマンスで空間を創り上げるスタンスはハイブランド・企業にも注目され、GIORGIO ARMANI、Yves Saint Laurent、Roberto Cavalli、Aston Martin、Ferrari、Lamborghini、Jaguar Land Rover、ROGER DUBUISといったパーティーでのショーや、Universal Studios Japan Countdown Party、D1 GRAND PRIX、Japan Fashion Week、Elite Model Look世界大会、FRANCK MULLER WPHH JAPON、Lenovo LIVEといったショーや展示会のサウンドプロデュースも手掛けている。

## 来歴

### 2006年
- レコードを収集し独学でDJを始める。当時のジャンルはアシッドハウス、テクノ、エレクトロ、エレクトロクラッシュ。
- ロンドン・イビサ島滞在中に多様なアーティストの音を体感し、必要最低限の音数で構成され、コマーシャル要素も少ないながらも異常な盛り上がりを見せるクリックハウス・ディープミニマルミュージックシーンに影響を受ける。

### 2007年
- Tech House Party KRAUSS始動。以来ヨーロッパのミニマルミュージックシーンより多くの初来日アーティストを招聘する。会場は第一回桜川sound-channel、第二回FANJ twice、第三回CLAPPER、第四回より香音(kanon)に拠点を移し以降隔月レギュラー開催となる。
- 渚音楽祭（舞洲スポーツアイランド）出演。

### 2008年
- avex主催の大型ハウスパーティーHOUSE NATIONに初の都外在住レジデントDJとして参加。この時よりALL MIX名義neroDollとしての活動を開始。
- 2008春の渚音楽祭[注 4]（舞洲スポーツアイランド）出演。
- 関西随一のフィメールテクノパーティーFAMFATALにメインレジデントDJとして参加。
- 2008秋の渚音楽祭（お台場オープンコート）出演。
- 中国広州公演（広州 Club Momo）。
- 香港公演（蘭桂坊 Club A.V.E.N.U.E.）。

### 2009年
- avex主催HOUSE NATIONのメインDJに抜擢される。以来年間100本近いギグをこなし、総動員数50万人を超える全国・海外HOUSE NATIONツアーのピークタイムを担当。
- トヨタ TOYOTA "X202" presents HOUSE NATION × Ami suzuki 全国ツアースタート。一年間鈴木亜美のサポートDJを務める。
- TOKAI SUMMIT2009（ナガシマスパーランド）出演。
- avex 09 Convention （Tokyo JCBホール）出演
- 2009春の渚音楽祭（舞洲スポーツアイランド）出演。
- モデル浦浜アリサに「Once Upon A Time feat. Alisa - neroDoll」提供。
- HOUSE NATION Aquamarine発売。
- a-nation'09（東京味の素スタジアム）出演。
- 無人島KRAUSS 24時間オープンエアーパーティー（和歌山県友ヶ島）開催。
- HOUSE NATION Digital Vol.2発売。
- Elite Model Look World Final SANYA 2009（中国海南島）サウンドプロデュース・出演。
- Japan Fashion Week[注 5]（東京ミッドタウン）出演。
- 台湾台北・台中ツアー（台北LUXY Club、台中XAGA Club）。

### 2010年
- 神戸ファッションウィーク[注 6] オープニングパーティ（神戸Troop cafe）出演。
- 大阪オートメッセ2010（インテックス大阪）出演。
- 倖田來未、東方神起の「LAST ANGEL」のリミックスを担当。『KODA KUMI DRIVING HIT'S II』に収録。
- JCI 2010 世界会議大阪大会（ZEPP Osaka）出演。
- a-nation'10にオリジナル楽曲「Spring Color (Original mix)」を提供。
- 2010春の渚音楽祭（舞洲スポーツアイランド）出演。
- マレーシアの携帯端末Yes 4G創立記念パーティー（KL Lot 10 Shopping Centre）演出。
- シンガポール公演（シンガポールClub Alcova）。
- 中国上海・北京ツアー（上海Club M2、北京Club CocoBanana）。
- 香港・マカオツアー（香港Club VOLAR、香港Club Space、マカオClub CUBIC）
- 中国北京公演（北京Club CocoBanana）。
- 韓国ソウル公演（[ソウルClub Heven）。
- 中国上海公演（上海Club SEVEN）。
- 中国銀川・石家庄ツアー（銀川CLUB 1801、石家庄HARD ROCK CLUB）。
- 韓国釜山公演（釜山Club Maktum）。
- 2010秋の渚音楽祭（舞洲スポーツアイランド）出演。
- 音楽雑誌LOUD主催の人気DJランキングにて11位にランクイン（歴代女性最高位）。

### 2011年
- 『Into My World feat. Just Cris - Ludovic Gosmar』にリミックスで参加。Hit Beat Records[注 7]（イタリア）よりリリース。
- 音楽雑誌LOUD主催の人気DJランキングにて7位にランクイン（歴代女性最高位）。
- 2011春の渚音楽祭（大阪舞洲スポーツアイランド）出演。
- マレーシアのテレビ局Li (TV channel)開局記念パーティー（KL Sultan Lounge）出演。
- マレーシアのシークレットフェス “Where’s The Party?”（カールズバルグビール工場）出演。
- 中国上海公演（上海Club M2）。
- 中国北京公演（北京Club CocoBanana）。
- AirAsiaX就航記念パーティー出演。
- 六本木ヒルズアルマーニオープニングパーティー（六本木ヒルズカフェ）出演。
- FOXチャンネル×ユニバーサルミュージックThe Velvet Night（船場 PLATINUM）出演。
- 六本木ヒルズアルマーニオープニングパーティー出演。
- ロベルト・カバリ日本第一号店オープニングパーティー（渋谷SOUND MUSEUM VISION）出演。

### 2012年
- オリジナル曲「01」がKing Street Sounds[注 8]（アメリカ）の人気コンピレーションシリーズ『Miami 2012』に収録される。
- 神戸コレクションアフターパーティー出演。
- 吉本興業100周年記念パーティー出演。
- レノボ展示会 Lenovo LIVE 2012（堂島リバーフォーラム）サウンドプロデュース・出演。
- 音楽雑誌LOUD主催の人気DJランキングにて8位にランクイン。
- a-nation'12（大阪長居陸上競技場）に鈴木亜美のバックDJとして出演。
- マレーシア マラッカ公演（マラッカ Melaka International Trade Centre）。
- adidas Stripes Sessions 2012（adidas originals shop 心斎橋）出演。
- 和歌山県の無人島友ヶ島にてKRAUSS 24H Open Air Party 企画・主催。
- ユニバーサルスタジオ カウントダウン DJ HILOCO × Hello Kitty Dance Party（Universal Studios Japan）サウンドプロデュース・出演。
- 韓国ソウル・天安ツアー（ソウルClub VERA、天安Club Nine）。
- マレーシア ペナン公演（ペナン Penang International Sports Arena）。
- マカオ公演（マカオClub D2）。
- モンゴル公演（ウランバートルClub BRIX）。
- Z-NATION Supported by HOUSE NATION発売。
- GISELe × GLITTER × BLENDA Black Asoba Night（梅田CLUB QUATTRO）出演。
- 神戸ファッションウィークオープニングパーティー（神戸クラブ月世界）出演。
- 御堂筋ビューティコレクションRaflesia（大阪GrandCafe）出演。

### 2013年
- D1 GRAND PRIX・D1GP Osaka Drift 2013 （舞洲スポーツアイランド）サウンドプロデュース・出演。
- レノボ展示会 Lenovo LIVE 2013 TOKYO・OSAKA（渋谷ヒカリエホール / 堂島リバーフォーラム）サウンドプロデュース。
- 2013春のMAI ASIA MUSIC FESTIVAL※旧渚音楽祭（大阪舞洲スポーツアイランド）出演。
- 音楽雑誌LOUD主催の人気DJランキングにて9位にランクイン[4]。
- フランクミュラー展示会WPHH 2013 JAPON in KYOTO（京都ザ ソウドウ 東山[注 9]）サウンドプロデュース。
- アストンマーティン100周年記念パーティー（六本木泉ガーデンタワー）出演。
- エンポリオアルマーニ Smooth Cocktail & DJ Evening （EMPORIO ARMANI青山）出演。
- 浴衣でMoët & Chandon（中之島GARB Weeks）出演。
- TOPSHOP in store DJ（TOPSHOP大阪梅田ルクア）出演。
- オーストラリア公演（ゴールドコーストClub melbas[注 10]）。
- 中国上海ツアー（上海Club M2、MUSE on the Bund[注 11]）。

### 2014年
- フランクミュラー展示会WPHH 2014 JAPON in KYOTO（京都ザ ソウドウ 東山）サウンドプロデュース。
- 大阪Seven LoungeにてレギュラーパーティーDiscothequeスタート。
- Delta EP発売。
- ピーチジョン PEACH JOHN SELFIE Party（麻布十番ELE TOKYO）出演。
- 音楽雑誌LOUD主催の人気DJランキングにて9位にランクイン。
- ギリシャアテネ・ミコノス・サントリーニツアー（アテネIsland Club Restaurant[注 12]、ミコノス島Santa Marina Hotel[注 13]、サントリーニ島Enigma Club）。

### 2015年
- イヴ・サンローランFoundation Launch Party（恵比寿Act square）出演。
- iFlyer×LANDR REMIX:リミックスコンテスト[注 14] に課題曲としてオリジナルトラック“Come On[5]”提供。
- ロレアルプロフェッショナルの15年度アンバサダーに就任。
- 台湾公演（台中 RAVE club）。
- 舞音楽祭 -Mai Asia Music Festival- ※旧渚音楽祭（舞洲スポーツアイランド）出演。
- Come On EP 発売。
- Come On Remix 発売。
- 台湾 Hennessy Artistry 2015（台北 淡水情人橋 Tamsui Fisherman's Wharf）出演。
- レノボ展示会 Lenovo LIVE 2015（堂島リバーフォーラム）サウンドプロデュース・出演。
- ラオス ヴァンヴィエンフェスティバル出演（Vang Vieng, Laos）
- HEP FIVE COUNTDOWN FUNKY FIVE DISCO 出演。

### 2016年
- MIX -Matsumoto Interesting Xanadu-（ホテルブエナビスタ松本）出演。
- 紀州夢祭り2016（和歌山マリーナシティ）出演。
- フェラーリ オートカヴァリーノ オープニングパーティー(オートカヴァリーノ六甲アイランド)出演。
- SKY MUSIC FESTIVAL 2016（南港三角公園）出演。
- カワサキハロウィン2016（パレード: 川崎駅周辺一帯、アフターパーティー: クラブチッタ）出演。
- ライザップ ボディメイクグランプリ2016（東京ドームシティホール）出演。
- フェラーリ カヴァルケード・ インターナショナル ジャパンツアー2016（フォーチュンガーデン京都）出演。
- EMPORIO ARMANI SOUNDS（ピカデリー大阪）出演。

### 2017年
- フェラーリ オートカヴァリーノ GTC4Lusso T アンベールナイト（オートカヴァリーノ 六甲アイランド）出演。
- AZIMUT グランドマリーンレセプションパーティー（芦屋マリーナMar Rosso）出演。
- DFS Prestige Diamond Event 2017（The Ritz-Carlton Hotel 東京）出演。
- 中国公演（杭州,中国 Queen club）
- 北京 DFS Prestige Diamond Event 2017 (Beijing Luxury Hotel）出演。
- マレーシアツアー（マラッカ Mixx Club / クアラルンプール Vibes Club）。

### 2018年
- ジョン・ウー監督映画「MANHUNT 追補」にDJ役で出演。
- マカオ公演（シェラトンホテル マカオ）。
- ラリン ジャパン クリスマスパーティー（アーフェリーク迎賓館）出演。
- A|Xアルマーニエクスチェンジ “PARTY CAPSULE COLLECTION” ローンンチパーティー（味園ユニバース）出演。
- フェラーリミュージアムハロウィンパーティー（天保山GLION MUSEUM ）出演。
- アディダス ワンダーラスト108 大阪（大阪城公園）出演。
- SOPHOS ローンチパーティー（ハイアットリージェンシー京都）出演。
- スイスホテル15周年記念パーティー（スイスホテル36F Tavola36）出演。
- 神戸コレクションアフターパーティー（神戸みなと温泉 蓮）出演。
- マカオ公演（シェラトンホテル マカオ）。

### 2019年
- ランボルギーニ クリスマスパーティー（AMANDAN TERRACE名古屋）出演。
- ランボルギーニ デイ ジャパン 2019（天保山GLION MUSEUM）出演。
- Chillin’ Vibes 2019（大阪万博記念公園）出演。
- 台北 Crazy Friday International Music Festival（凱達格蘭大道台北,台湾）出演。
- Mad But Swiss ロジェ・デュブイ ジャパン 2019 プレミアムイベント（天保山GLION MUSEUM）出演。
- SWAG HOMMES “THE NIGHT” supported by Y-3（Club Joule）出演。
- ランボルギーニ ウラカンエボ プライベートビュー（Hilton Hotel Nagoya）出演。
- ジャガーランドローバー プレミアムライディングビュー（MOULiN）出演。

### 2020年
- ランボルギーニ ウラカンエボ RWD 日本三都市公開イベント（ランボルギーニ名古屋・大阪・神戸）

## 音楽演出・サウンドプロデュース
- Elite Model Look World Final SANYA 2009（中国海南島）音楽演出、出演。
- マレーシアの携帯端末Yes 4G創立記念パーティー音楽演出。
- Lenovo LIVE 2012（大阪）サウンドプロデュース。
- Lenovo LIVE 2013（大阪・東京）サウンドプロデュース。
- D1 GRAND PRIX・D1GP Osaka Drift 2013 音楽演出。
- フランクミュラー展示会WPHH 2013 JAPON in KYOTO（京都ザ ソウドウ 東山）サウンドプロデュース。
- フランクミュラー展示会WPHH 2014 JAPON in KYOTO（京都ザ ソウドウ 東山）サウンドプロデュース。
- ユニバーサル・スタジオ・ジャパンカウントダウン2013"ハローキティダンスパーティー" 音楽演出・出演。

## テレビ出演
- 2009年 音楽番組FUTURE TRACKS→R[注 15](テレビ朝日系)出演。
- 2009年 バラエティ番組ジャイケルマクソン(毎日放送)出演。

## その他の活動
- 2010年 国際ガジェット雑誌Stuff Magazineの表紙に起用される。
- 2012年 ニットメーカーROSYLOVEの2012年イメージモデルに起用される。
- 2013年 N.Y.を拠点に活動するVOGUEフォトユニットFormento+formentoの写真集"Japan Diaries"撮影にモデルとして参加。
- 2013年 ファッション雑誌VOGUE（イタリア版）に"Geisha DJ"として掲載される。
- 2014年 カナダMixGenius[注 16] 社のAIによるオンラインマスタリングサービスLANDR by MixGeniusのアンバサダーに就任。
- 2015年 ロレアルプロフェッショナルの2015年度アンバサダーに就任。
- 2015年 iFlyer×LANDR REMIX:リミックスコンテスト[注 14] に課題曲としてオリジナルトラック“Come On[5]”提供。
- 2018年 ジョン・ウー監督映画「MANHUNT 追補」にDJ役で出演。

## ディスコグラフィー

### リリース
| リリース日    | タイトル                                       | レコード番号 | レーベル           |
| 2009年8月5日  | HOUSE NATION - Aquamarine                      | AVCD-23907   | avex entertainment |
| 2009年9月30日 | Z-NATION Supported by HOUSE NATION             | AVCD-23918   | avex entertainment |
| 2009年9月30日 | HOUSE NATION Digital Vol.2                     |              | avex entertainment |
| 2010年3月31日 | KODA KUMI DRIVING HIT'S II                     | RZCD-46533B  | avex entertainment |
| 2011年5月2日  | Into My World feat. Just Cris - Ludovic Gosmar | HITB 011     | Hit Beat Records   |
| 2011年-月-日  | Undress this Cat - Alex Hatcher                |              | 4te Etage Records  |
| 2012年3月5日  | MIAMI 2012                                     | KSS 1363     | King Street Sounds |
| 2012年3月19日 | MIAMI 2012                                     | KSD 190      | King Street Sounds |
| 2014年6月4日  | Delta EP                                       |              | Gate Tower         |
| 2015年5月     | Come On EP                                     |              | Gate Tower         |
| 2015年8月     | Tokyo Calling Vol.4                            |              | King Street Sounds |
| 2015年9月     | Come On Remix                                  |              | Gate Tower         |

### オリジナル
| リリース日    | アーティスト        | タイトル                    | レーベル           |
| 2010年-月-日  | neroDoll&Holly      | Spring Color (Original mix) | avex entertainment |
| 2012年3月19日 | neroDoll&Holly      | 01 (Original mix)           | King Street Sounds |
| 2014年6月4日  | HILOCO aka neroDoll | Delta(Original Mix)         | Gate Tower         |
| 2014年6月4日  | HILOCO aka neroDoll | Hayu(Original Mix)          | Gate Tower         |
| 2015年5月     | HILOCO aka neroDoll | Come On(Original Mix)       | Gate Tower         |
| 2015年5月     | HILOCO aka neroDoll | Tribal Dancer(Original Mix) | Gate Tower         |

### リミックス
| リリース日    | アーティスト                   | タイトル                                      |
| 2009年8月5日  | 浦浜アリサ                     | Once Upon A Time feat. Alisa (neroDoll Remix) |
| 2011年5月2日  | Ludovic Gosmar Feat. Just Cris | Into my world (neroDoll&Holly Remix)          |
| 2011年-月-日  | Alex Hatcher                   | Undress this Cat (neroDoll&Holly Remix)       |
| 2012年7月25日 | 倖田來未、東方神起             | LAST ANGEL feat.東方神起 (neroDoll Remix)     |